# Francis Crawford Burkitt

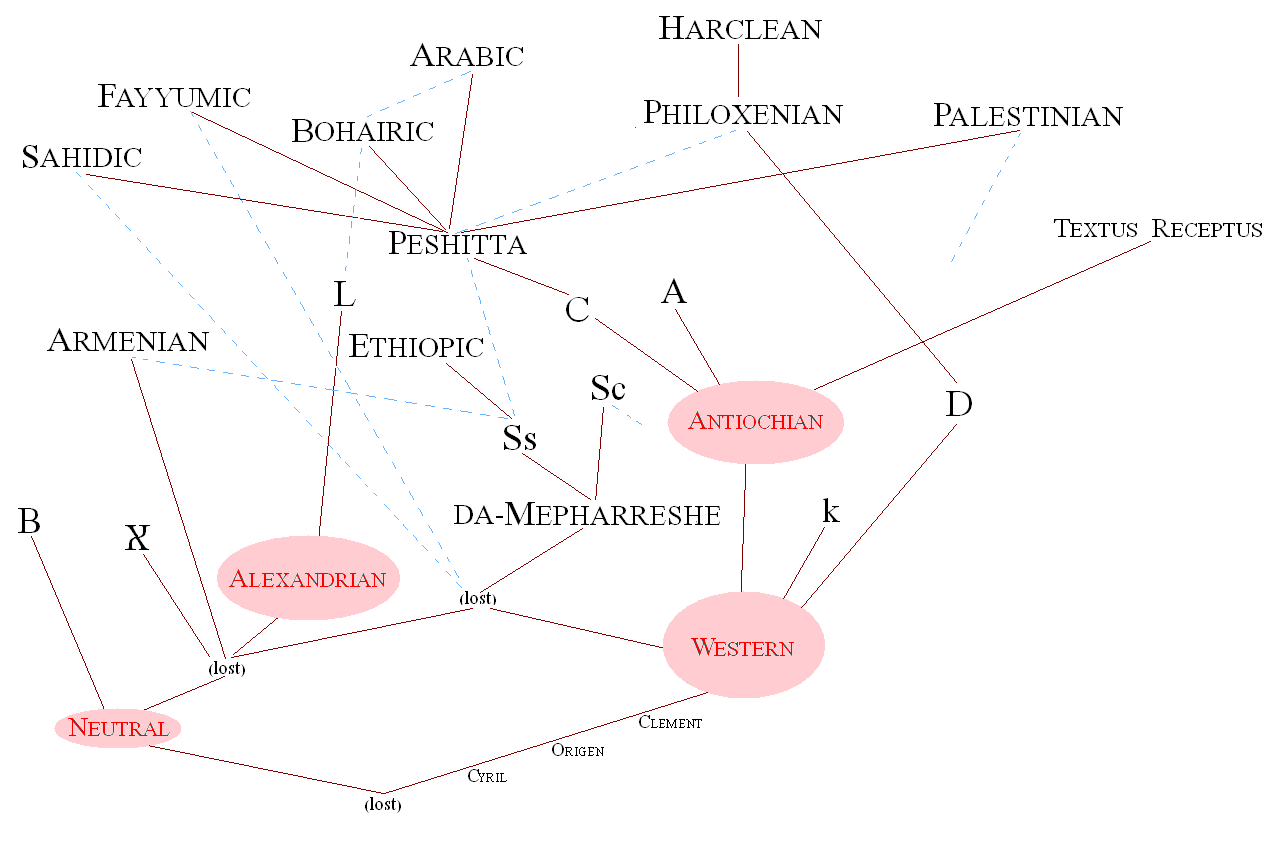
La interrelación entre manuscritos antiguos según Burkitt

Francis Crawford Burkitt (3 de septiembre de 1864 – 3 de mayo de 1935) fue un teólogo y erudito británico. Profesor de Divinidad Norris en la Universidad de Cambridge desde 1905 hasta un poco antes de su muerte, se convirtió en un crítico persistente del concepto de un "texto cesareo claro" del Nuevo Testamento propuesto por B. H. Streeter y otros.
Educado en la Escuela Harrow y en el Trinity College, Cambridge, en donde leía matemáticas, se graduó como B.A. como 28º Wrangler (Universidad de Cambridge) en 1886, y obtuvo una primera categoría en teología en los tripos de 1888.
Burkitt acompañó a Robert Bensly, James Rendel Harris, y las hermanas Agnes y Margaret Smith en la expedición de 1893 al Monasterio de Santa Catalina, Monte Sinaí para examinar un palimpsesto Siríaco  de los Evangelios descubierto allí el año anterior por las dos hermanas.  Burkitt jugó un papel importante en el descifrado del texto, y en la publicación de los resultados del equipo.
Llegó a ser una figura notable en Cambridge entre 1912 y 1935 por su presidencia del Seminario del Nuevo Testamento, al que asistieron otros teólogos prominentes, incluyendo a Robert Newton Flew, quien los citó en su obituario de Burkitt publicado en los Procedimientos de la Academia Británica.

## Obras
- The Book of Rules of Tyconius (1894)
- The four Gospels in Syriac, transcrito del Palimpsesto sinaítico (1894) con Robert L. Bensly y J. Rendel Harris, introducción de Agnes Smith Lewis (1894)
- The New Testament in Greek (1896), editor de la segunda edición
- The Old Latin and the Itala (1896)
- Fragments of the Books of Kings according to the Translation of Aquila (1897)
- Notes. Saint Mark XV in codex k, JTS 1900, ss. 278-279.
- Two Lectures on the Gospels (1901)
- Saint Ephraim's Quotations From The Gospel (1901)
- Criticism of the New Testament: St. Margaret's Lectures (1902) con Frederic G. Kenyon, A. C. Headlam y otros
- Early Eastern Christianity: Lecturas de Santa Margaret en la Iglesia de habla siriaca (1904)
- Notas Adicionales en el códice k (en inglés), JTS 1904, ss. 100-107.
- Evangelion da-mepharreshe: La Versión Curetoniana de los Cuatro Evangelios, con las lecturas del Palimpsesto del Sinaí. I. Texto; II: Introducción y Notas  (1904)
- The Gospel History and its Transmission (1907)
- Codex Alexandrinus, JTS XI (Oxford, 1909–1910), pp. 663–666.
- Jewish and Christian Apocalypses (1914) Schweich Lectures de la Academia Británica 1913
- The Religion of the Manichees (1925) Donnellan Lectures 1924
- Palestine in General History (1929) Schweich Lectures 1926, con Theodore H. Robinson, J. W. Hunkin
- Christian Worship (1930)
- The Church of Today Part 2 (1930) con P. Gardner-Smith y C. E. Raven, La Religión Cristiana y su Origen y Progreso, Volumen 3
- Jesus Christ: An Historical Outline (1932)
- Church and Gnosis : un Estudio del Pensamiento y Especulación Cristiana en el Siglo II (1932)
- Franciscan Essays II (1932) con H. E. Goad y A. G. Little
- The Dura Fragment of Tatian. JTS 36 (Oxford, 1935): 192–293.
- Early Christianity Outside the Roman Empire (2002)
- Egyptian Gnostic Works (2005)
- Christian Beginnings